# Ein Dor
Ein Dor (en hebreu עין דור) és un quibuts que es troba en el Consell regional de la Vall de Jizreel, a Galilea, en el nord d'Israel. El quibuts té 430 membres i una població propera als 800 habitants.

## Geografia
El quibuts es troba a les coordenades 32° 39' 30''N i 35° 25' 00''E, prop del Mont Tabor, a 3 km del poblat bíblic d'Endor, a una alçada de 79 metres sobre el nivell del mar. Es troba envoltat pels llogarets de Kafr Masar i Tamra al sud, Umm el Ghanem a l'oest i Shibli al nord, el consell local de Kfar Tavor al nord i el moshav Kfar Qish a l'est.

## Història
Ein Dor va ser fundat en 1948 per membres del moviment juvenil Ha-Xomer ha-Tsaïr, prop de la bíblica Endor. Els fundadors van ser en principi israelians, hongaresos i nord-americans, amb una aportació posterior de xilens i uruguaians.

## Economia i turisme
La font d'ingressos principal és una fàbrica de cables de telecomunicacions i electrònica. Unes altres fonts d'ingressos són l'agricultura, una clínica veterinària pels animals domèstics, la indústria fustera i una escola primària i secundària administrada conjuntament amb el quibuts Gazit. La localitat té un museu arqueològic que mostra trobades de l'àrea del quibuts, des de la prehistòria fins a l'antiguitat.